# Magiska Musse
Magiska Musse (engelska: Magician Mickey) är en amerikansk animerad kortfilm med Musse Pigg från 1937.

## Handling
Musse Pigg är trollkonstnär och visar upp flera trolleritrick inför publik. Kalle Anka försöker flera gånger förstöra för Musse, och till slut brakar hela scenen ihop när Kalle hittar en magisk pistol.

## Om filmen
Filmen är den 92:a Musse Pigg-kortfilmen som producerades och den tredje som lanserades år 1937.
När filmen hade svensk premiär gick den under titeln Magiska Musse. När filmen släpptes på svensk DVD hette den Musse som trollkonstnär.

## Rollista
- Walt Disney – Musse Pigg
- Clarence Nash – Kalle Anka
- Pinto Colvig – Långben[6]